# Stir (1980)
Stir is een Australische dramafilm uit 1980 geregisseerd door Stephen Wallace, die hiermee zijn debuut maakte als filmregisseur. De hoofdrollen worden vetolkt door Bryan Brown, Max Phipps, Dennis Miller, Michael Gow en Phil Motherwell.

## Verhaal
De film gaat over de gevangenisrellen in het Bathurst Correctional Complex in 1974 en de daaropvolgende onderzoekscommissie naar gevangenissen in New South Wales.

## Rolverdeling
| Acteur          | Personage     |
| --------------- | ------------- |
| Bryan Brown     | China Jackson |
| Max Phipps      | Orton         |
| Gary Waddell    | Dave          |
| Phil Motherwell | Alby          |
| Robert Noble    | Riley         |
| Paul Sonkkila   | McIntosh      |
| Dennis Miller   | Redford       |

## Release en ontvangst
Stir ging op 23 oktober 1980 in première  op het Filmfestival van Cannes.
De film werd genomineerd voor 13 Australian Film Institute-awards, maar kon in geen enkele categorie winnen.

## Trivia
- Het scenario van Bob Jewson is gebaseerd op zijn eigen ervaringen tijdens zijn gevangenschap.[1]